# Wachlarzówki
Wachlarzówki (Rhipiduridae) – monotypowa rodzina ptaków z podrzędu śpiewających (Oscines) w obrębie rzędu wróblowych (Passeriformes).

## Występowanie
Rodzina obejmuje gatunki występujące w orientalnej Azji, Australazji i Oceanii.

## Morfologia
Długość ciała 13–21 cm; masa ciała 4,5–25 g.

## Systematyka
Rodzaj zdefiniował w 1827 roku irlandzki zoolog Nicholas Aylward Vigors i amerykańsko-brytyjski przyrodnik Thomas Horsfield w artykule poświęconym australijskim ptakom z kolekcji Towarzystwa Linneuszowskiego opublikowanym na łamach Transactions of the Linnean Society of London. Autorzy wymienili kilka gatunków  – Muscicapa flabellifera J.F. Gmelin, 1789 (= Rhipidura fuliginosa Sparrman, 1787), Rhipidura motacilloides Vigors & Horsfield, 1827 (= Turdus leucophrys Latham, 1801) i Muscicapa rufifrons Latham, 1801  – nie wyznaczając gatunku typowego; typ nomenklatoryczny – Muscicapa flabellifera J.F. Gmelin, 1789 (= Rhipidura fuliginosa Sparrman, 1787) (wachlarzówka posępna) – wyznaczył w 1855 roku w ramach późniejszego oznaczenia angielski ornitolog George Robert Gray.

### Etymologia
- Rhipidura (Ripidura, Rhiphadura, Rhipadura): gr. ῥιπις rhipis, ῥιπιδος rhipidos ‘wachlarz’; ουρα oura ‘ogon’[27].
- Rupicula: łac. rupex lub rupico ‘wiejski’[28].
- Ripidicala (Rhipidicala, Rhipidicidura): gr. ῥιπις rhipis, ῥιπιδος rhipidos ‘wachlarz’; καλος kalos ‘piękno’[29]. Gatunek typowy: Boie wymienił kilka gatunków z których gatunkiem typowym jest (późniejsze oznacznie) Muscicapa flabellifera J.F. Gmelin, 1789 (= Muscicapa fuliginosa Sparrman, 1787)[30].
- Muscylva (Muscyla): zbitka wyrazowa nazw rodzajów: Muscicapa Brisson, 1760 (muchołówka) i Sylvia Scopoli, 1769 (kapturka)[31]. Typ nomenklatoryczny (późniejsze oznaczenie): Muscylva albogularis[h] Lesson, 1832[32].
- Leucocirca (Leucocerca, Leucocircus): gr. λευκος leukos ‘biały’; κερκος kerkos ‘ogon’[33]. Gatunek typowy (oryginalne oznaczenie): Leucocirca laticauda Swainson, 1838 (= Turdus leucophrys Latham, 1801).
- Sauloprocta: gr. σαυλοπρωκτος sauloprōktos ‘z kołyszącymi tylnymi częściami’, od σαυλοπρωκτιαω sauloprōktiaō ‘puszyć się’, od σαυλος saulos ‘buńczuczny’; πρωκτος prōktos ‘odbyt’[34]. Gatunek typowy (oznaczenie monotypowe): Rhipidura motacilloides Vigors & Horsfield, 1827 (= Turdus leucophrys Latham, 1801).
- Neomyias: gr. νεος neos ‘nowy’; nowołac. myias ‘muchołówka’, od gr. μυια muia, μυιας muias ‘mucha’; πιαζω piazō ‘chwytać’[35]. Gatunek typowy (oznaczenie monotypowe): Rhipidura euryura S. Müller, 1843.
- Cyanonympha: gr. κυανος kuanos ‘ciemnoniebieski’; νυμφη numphē ‘nimfa’[36]. Gatunek typowy (oryginalne oznaczenie): Hypothymis superciliaris Sharpe, 1877.
- Howeavis: Frank Ernest Howe (1878–1955), australijski krawiec, owolog, ornitolog; łac. avis ‘ptak’[37]. Gatunek typowy (oryginalne oznaczenie): Muscicapa rufifrons Latham, 1801.
- Setosura: częściowe odwrócenie epitetu gatunkowego Rhipidura setosa[38]. Gatunek typowy (oryginalne oznaczenie): Rhipidura setosa melvillensis Mathews, 1912 (= Rhipidura isura Gould, 1841).

### Podział systematyczny
Analizy molekularne wskazują, że Chelidorhynx hypoxanthus, dawniej zaliczana do wachlarzówek jako Rhipidura hypoxantha, jest w rzeczywistości bliżej spokrewniona z owadówkami (Stenostiridae), a jej podobieństwo do wachlarzówek to wynik konwergencji.  W takim ujęciu do rodziny należy jeden rodzaj Rhipidura z następującymi gatunkami:

- Rhipidura atra Salvadori, 1876 – wachlarzówka czarna
- Rhipidura perlata S. Müller, 1843 – wachlarzówka perlista
- Rhipidura euryura S. Müller, 1843 – wachlarzówka białobrzucha
- Rhipidura cockerelli (E.P. Ramsay, 1879) – wachlarzówka białoskrzydła
- Rhipidura fuscorufa P.L. Sclater, 1883 – wachlarzówka rdzawosterna
- Rhipidura rufiventris (Vieillot, 1818) – wachlarzówka zmienna
- Rhipidura diluta Wallace, 1864 – wachlarzówka brązowogłowa
- Rhipidura threnothorax S. Müller, 1843 – wachlarzówka białobroda
- Rhipidura maculipectus G.R. Gray, 1858 – wachlarzówka białowąsa
- Rhipidura leucothorax Salvadori, 1874 – wachlarzówka plamista
- Rhipidura leucophrys (Latham, 1801) – wachlarzówka smolista
- Rhipidura javanica (Sparrman, 1788) – wachlarzówka srokata
- Rhipidura nigritorquis Vigors, 1831 – wachlarzówka czarnogrzbieta
- Rhipidura aureola Lesson, 1831 – wachlarzówka białobrewa
- Rhipidura albicollis (Vieillot, 1818) – wachlarzówka białogardła
- Rhipidura nigrocinnamomea E. Hartert, 1903 – wachlarzówka czarnogłowa
- Rhipidura cyaniceps (Cassin, 1855) – wachlarzówka sinogłowa
- Rhipidura sauli Bourns & Worcester, 1894 – wachlarzówka kasztanowata
- Rhipidura albiventris (Sharpe, 1877) – wachlarzówka jasnobrzucha
- Rhipidura samarensis (Steere, 1890) – wachlarzówka granatowa
- Rhipidura superciliaris (Sharpe, 1877) – wachlarzówka modra
- Rhipidura phoenicura S. Müller, 1843 – wachlarzówka rdzaworzytna
- Rhipidura rufidorsa A.B. Meyer, 1874 – wachlarzówka mała
- Rhipidura brachyrhyncha Schlegel, 1871 – wachlarzówka papuaska
- Rhipidura dahli Reichenow, 1897 – wachlarzówka szarogardła
- Rhipidura matthiae Heinroth, 1902 – wachlarzówka czarnopierśna
- Rhipidura malaitae Mayr, 1931 – wachlarzówka rudawa
- Rhipidura lepida Hartlaub & Finsch, 1868 – wachlarzówka rdzawogrzbieta
- Rhipidura sulaensis Neumann, 1939 – wachlarzówka cynamonowa
- Rhipidura habibiei Rheindt, Prawiradilaga, Ashari, Suparno & Ng, 2020 – wachlarzówka samotna
- Rhipidura superflua E. Hartert, 1899 – wachlarzówka płomienna
- Rhipidura teysmanni Büttikofer, 1892 – wachlarzówka przepasana
- Rhipidura opistherythra P.L. Sclater, 1883 – wachlarzówka płowa
- Rhipidura torrida Wallace, 1865 – wachlarzówka molucka
- Rhipidura rufifrons (Latham, 1801) – wachlarzówka rdzawa
- Rhipidura louisiadensis E. Hartert, 1899 – wachlarzówka białosterna
- Rhipidura kubaryi Finsch, 1876 – wachlarzówka łuskowana
- Rhipidura melanolaema Sharpe, 1879 – wachlarzówka białoczelna
- Rhipidura versicolor Hartlaub & Finsch, 1872 – wachlarzówka bogata
- Rhipidura rufofronta E.P. Ramsay, 1879 – wachlarzówka rdzawoczelna
- Rhipidura semirubra P.L. Sclater, 1877 – wachlarzówka czerwonawa
- Rhipidura semicollaris S. Müller, 1843 – wachlarzówka półobrożna
- Rhipidura dryas Gould, 1843 – wachlarzówka maskowa
- Rhipidura albolimbata Salvadori, 1874 – wachlarzówka białoucha
- Rhipidura hyperythra G.R. Gray, 1858 – wachlarzówka rudobrzucha
- Rhipidura drownei Mayr, 1931 – wachlarzówka melanezyjska
- Rhipidura ocularis Mayr, 1931 – wachlarzówka białoplama
- Rhipidura nebulosa Peale, 1848 – wachlarzówka popielata
- Rhipidura personata E.P. Ramsay, 1875 – wachlarzówka czarnowstęga
- Rhipidura spilodera G.R. Gray, 1870 – wachlarzówka kraterowa
- Rhipidura verreauxi Marié, 1870 – wachlarzówka kreskowana
- Rhipidura layardi Salvadori, 1877 – wachlarzówka wulkaniczna
- Rhipidura tenebrosa E.P. Ramsay, 1882 – wachlarzówka ciemna
- Rhipidura dedemi van Oort, 1911 – wachlarzówka smugowana
- Rhipidura rennelliana Mayr, 1931 – wachlarzówka wyspowa
- Rhipidura albiscapa Gould, 1840 – wachlarzówka szara
- Rhipidura fuliginosa (Sparrman, 1787) – wachlarzówka posępna
- Rhipidura phasiana De Vis, 1885 – wachlarzówka namorzynowa